# Аби Масатора
Аби Масатора (яп. 阿炎政虎 аби масатора, родился 4 мая 1994, при рождении — Косукэ Хорикири) — японский профессиональный сумоист. Он относится к школе сумо Сикорояма. Дебютировал в мае 2013 года, к январю 2018-го достиг высшего дивизиона (макуути). Высший ранг — сэкивакэ. Получил пять кимбоси за победы над ёкодзунами, четыре специальных приза за боевой дух и один приз за выдающееся выступление. В ноябре 2022 года впервые выиграл Кубок императора.

## Детство и молодость
Косукэ Хорикири — четвёртый ребёнок в семье, его родители владеют строительной компанией. В школе он был на голову выше большинства своих одноклассников. В отличие от других членов семьи, он не любил спорт, особенно бег, так как был полноват. Он занимался дзюдо, но обнаружил, что ему лучше даётся сумо; участвовал в детском чемпионате по сумо в своем городе в первом и втором классах. После этого он начал участвовать в общенациональных детских турнирах, но без особого успеха. Будучи очень общительным, на турнирах он легко находил новых друзей, среди которых были будущие профессиональные сумоисты Дайэйсё и Хокутофудзи.
С переходом в среднюю школу он стал занимать высокие места на турнирах. В итоге он занял 3-е место на общенациональном турнире по сумо среди учеников 7-9 классов в Кагосиме. Хорикири вспоминал, что он был настолько уверен, что проиграет в первый же день, что взял с собой плавки для купания в море, чтобы ему было чем заняться до конца турнира.
Он перешел в среднюю школу Нагарэяма и вступил в клуб сумо. Одним из его одноклассников был Дайсёхо Киёхиро. Там он часто попадал в число шестнадцати лучших сумоистов. На последнем году учёбы он занял 3-е место на турнире Товада по сумо в индивидуальной категории, проиграв монгольскому тяжеловесу Итинодзё.
После окончания школы он принял решение поступить в школу Сикорояма-бэя, потому что его тренер по сумо был хорошо знаком с ее главой Тэрао Цунэфуми.

## Карьера
В первом турнире в июле 2013 года он добился результата 6-1, проиграв только другому дебютанту Икэру. На следующем турнире в сентябре в лиге дзёнидан у него был результат 7-0, и он выиграл чемпионат, победив Аокисина в плей-офф. В следующем турнире, который был его дебютом в сандаммэ, его результат составил 4-3, а в январе 2014 года он выиграл чемпионат лиги сандаммэ. В течение следующего года он выиграл четыре турнира из шести. Он был повышен до оплачиваемой лиги дзюрё на турнире в марте 2015 года одновременно с Амакадзэ и Исиурой. При повышении он выбрал сикону Аби по совету своего тренера Тэрао. «Аби» созвучно с прозвищем тренера Сикороямы, а используемые кандзи отсылают к многорукому Асуре и пламени.
Аби продержался в дзюрё четыре турнира, из которых ему удалось выиграть только один, и после сентябрьского турнира 2015 года он снова был понижен до макусита. Следующие восемь турниров он провел, оставаясь в верхней трети лиги макусита. На мартовском турнире 2017 года, имея ранг макусита 16, он добился результата 7-0 и стал победителем. За этим последовал счёт 5-2 в мае, что привело к повторному повышению до дзюрё в июле 2017 года. В первом турнире в дзюрё он добился победы со счётом 8-7. На следующем турнире в сентябре на дзюрё 11 его результат составил 10-5, а в последний день обыграл Хомарэфудзи и Котоюки в плей-офф и стал чемпионом. Благодаря результату 11-4 в ноябре он был впервые повышен до высшей лиги — макуути. Дебютировав в январе 2018 года в ранге маэгасира 14 он добился результата 10-5 и вместе с Рюдэном получил приз за боевой дух. Счёт 10-5 на мартовском турнире 2018 года привёл к тому, что он был повышен до маэгасира 2 на майском турнире, где он одержал семь побед и заработал свою первую кимбоси, победив ёкодзуну Хакухо на шестой день. На следующем турнире в июле 2018 года он получил вторую золотую звезду, победив Какурю на пятый день. В мае 2019 года он выиграл десять поединков и получил приз за боевой дух вместе с победителем турнира Асаноямой и дебютантом Симаноуми. Это выступление впервые принесло ему повышение до звания санъяку — комусуби. Затем он добился результатов 8-7 и 9-6 в следующих двух турнирах, но не получил повышения до сэкивакэ, поскольку в этом ранге не было свободных мест.
В ноябре 2019 года Японская ассоциация сумо сделала ему выговор после того, как он разместил в Instagram шуточное видео, на котором видно его друга Вакамотохару, связанного и с заклеенным скотчем ртом. Аби и Вакамотохару лично извинились перед председателем Ассоциации Хаккаку и советом директоров за инцидент. Ассоциация посоветовала борцам в будущем не публиковать сообщения на своих личных страницах в социальных сетях.
В феврале 2020 года ему снова сделали выговор после того, как он сказал репортерам, что спал на семинаре ассоциации сумо по разъяснению изменений в политике в отношении социальных сетей.
Он был отозван своим начальником школы с июльского турнира в 2020 году после того, как он признался, что дважды посещал хостес-бар вместе с сумоистом из другой школы, вопреки указаниям ассоциации сумо об ограничении поездок для предотвращения распространения коронавируса. Председатель ассоциации Хаккаку назвал его действия непростительными. Ассоциация отстранила Аби от участия в трёх турнирах и понизила его зарплату и зарплату главы его школы. Позже выяснилось, что подобных случаев было больше, чем те два, в которых он признался. Несмотря на то, что он недавно женился, ему было приказано постоянно оставаться в своей школе и находиться под строгим надзором.
В следующий раз Аби получил право участвовать в турнире в марте 2021 года, по итогам которого получил ранг 56-го макусита. Он выиграл и мартовский, и майский турниры со счётом 7-0, что обеспечило его возвращение в сэкитори на хомбасё в июле 2021 года. В ноябре 2021 года его снова повысили до макуути. На 13-й день ноябрьского турнира, потерпев всего одно поражение, он победил одзэки Такакэйсё и занял второе место в таблице лидеров, отстав от лидера турнира Тэрунофудзи всего на одну победу. Его победе в турнире помешал проигрыш Тэрунофудзи на следующий день. Он окончил турнир со счётом 12-3 и получил третий за карьеру приз за боевой дух. В последующем январском турнире Аби снова боролся за звание чемпиона до последнего дня, но занял второе место после того, как ёкодзуна Тэрунофудзи потерпел поражение от победителя турнира Митакэуми. Победив Тэрунофудзи на 14-й день, он получил третью золотую звезду, а также был удостоен своего первого специального приза за выдающееся выступление.
Благодаря успешным выступлениям, заняв второе место несколько раз подряд, Аби впервые был повышен до ранга сэкивакэ на мартовском турнире 2022 года. Это ознаменовало его возвращение в санъяку после пребывания в ранге комусуби на четырех турнирах в 2019 и 2020 годах. Он удержал ранг сэкивакэ на следующем турнире, но в последний день потерпел поражение от Вакатакакагэ и окончил его со счётом 7-8.
За несколько недель до сентябрьского турнира 2022 года Аби показал положительный результат на COVID-19. Ассоциация сумо не успела решить, может ли Аби участвовать в басё, но накануне турнира Аби объявил о неучастии в нём из-за травм колена и лодыжки, потребовавших операции и около трех недель реабилитации. Из-за пропуска турнира был разжалован из ранга комусуби и понижен до маэгасиры #9.
В ноябре 2022 года Аби триумфально вернулся на дохё, выиграв турнир Кюсю басё со статистикой 12-3, причём победил в дополнительных финальных поединках (кэттэй-сэн), одолев Такакэйсё и Такаясу. После майского турнира 2023 года он был повышен до комусуби и впервые с сентября 2022 года вернулся в санъяку (категорию высших рангов в сумо).
На ноябрьском турнире 2024 года впервые за два года был удостоен специального приза (сэн-сё) — получил второй в своей карьере сюкун-сё (приз за выдающееся выступление).

## Семья
Аби женился в июне 2020 года. У него есть одна дочь.

## Боевой стиль
Аби специализируется на толчках, предпочитая их захватам. Его наиболее распространенные кимаритэ — это оси-даси (выталкивание упором рук снизу под плечи и головой в грудь), хатаки-коми (выведение из равновесия толчком в плечо, спину или руку сверху вниз) и цуки-даси (выталкивание за круг руками).

## Результаты выступлений
| Год в сумо | Январь Хацу басё, Токио      | Март Хару басё, Осака     | Май Нацу басё, Токио       | Июль Нагоя басё, Нагоя     | Сентябрь Аки басё, Токио                       | Ноябрь Кюсю басё, Фукуока     |
| --- | ---------------------------- | ------------------------- | -------------------------- | -------------------------- | ---------------------------------------------- | ----------------------------- |
| 2013 | x                            | x                         | (Маэдзумо)                 | Дзёнокути #19 востока 6–1  | Дзёнидан #33 запада 7–0–P                      | Сандаммэ #34 востока 4–3      |
| 2014 | Сандаммэ #23 запада 7–0      | Макусита #13 запада 3–4   | Макусита #18 востока 5–2   | Макусита #11 запада 5–2    | Макусита #7 востока 3–4                        | Макусита #11 востока 6–1      |
| 2015 | Макусита #2 запада 5–2       | Дзюрё #12 востока 7–8     | Дзюрё #13 востока 8–7      | Дзюрё #10 запада 7–8       | Дзюрё #11 запада 5–10                          | Макусита #1 запада 3–4        |
| 2016 | Макусита #4 запада 4–3       | Макусита #2 востока 2–5   | Макусита #12 востока 5–2   | Макусита #4 запада 1–6     | Макусита #21 запада 3–4                        | Макусита #28 запада 4–3       |
| 2017 | Макусита #24 востока 5–2     | Макусита #16 востока 7–0  | Макусита #1 востока 5–2    | Дзюрё #14 востока 8–7      | Дзюрё #11 запада 10–5–PP                       | Дзюрё #5 запада 11–4          |
| 2018 | Маэгасира #14 востока 10–5 Д | Маэгасира #7 востока 10–5 | Маэгасира #2 запада 7–8 ★  | Маэгасира #3 востока 6–9 ★ | Маэгасира #4 запада 6–9                        | Маэгасира #7 востока 6–9      |
| 2019 | Маэгасира #10 запада 10–5    | Маэгасира #6 запада 8–7   | Маэгасира #4 запада 10–5 Д | Комусуби востока 8–7       | Комусуби востока 9–6                           | Комусуби востока 9–6          |
| 2020 | Комусуби востока 5–10        | Маэгасира #4 запада 7–8   | Отмена басё 0–0–15         | Маэгасира #5 востока 3–4–8 | Дисквалиф.                                     | Дисквалиф.                    |
| 2021 | Дисквалиф.                   | Макусита #56 запада 7–0   | Макусита #7 востока 7–0    | Дзюрё #14 востока 11–4     | Дзюрё #5 востока 13–2                          | Маэгасира #15 запада 12–3 Д   |
| 2022 | Маэгасира #6 запада 12–3 В★  | Сэкивакэ запада 8–7       | Сэкивакэ запада 7–8        | Комусуби запада 8–7        | Комусуби востока Пропустил из-за травмы 0–0–15 | Маэгасира #9 запада 12–3–PP Д |
| 2023 | Маэгасира #3 востока 8–7     | Маэгасира #2 востока 9–6  | Маэгасира #1 востока 8–7   | Комусуби запада 6–9        | Маэгасира #2 востока 9–6                       | Комусуби востока 6–9          |
| 2024 | Маэгасира #2 запада 8–7      | Комусуби востока 9–6      | Сэкивакэ запада 10–5       | Сэкивакэ востока 8–7       | Сэкивакэ востока 5–10                          | Маэгасира #3 востока 11–4 В   |
| 2025 | Комусуби востока 7–8         | Комусуби запада 6–9       | Маэгасира #2 востока 7–8 ★ | Маэгасира #2 запада 9–6 ★  | Ещё не состоялся                               | Ещё не состоялся              |
| Результат приведен как победил-проиграл-снялся Юсё (победа) Дзюнъюсё (второе место) Интай (отставка) Не выступал в макуути Специальные призы: Д=За боевой дух (Канто-сё); В=За выдающееся выступление (Сюкун-сё); Т=За техническое совершество (Гино-сё) Ещё показаны: ★=Кимбоси; P=Участие в дополнительном финале Лиги: Макуути — Дзюрё — Макусита — Сандаммэ — Дзёнидан — Дзёнокути Ранги макуути: Ёкодзуна — Одзэки — Сэкивакэ — Комусуби — Маэгасира |                              |                           |                            |                            |                                                |                               |